# Клімат Одеси
Клімат Одеси помірно континентальний з рисами субтропічного, з м'якою зимою (з січня по лютий), відносно тривалою  весною і теплим тривалим (з травня по вересень), нерідко дуже спекотним, літом і довгою теплою осінню. За класифікації Кеппена — вологий континентальний (Dfa), близький до субтропічного (Cfa).

## Загальний опис клімату
Місто розташоване на березі Одеської затоки Чорного моря. Більша частина міста разом з історичним центром розташована на рівнині, висота якої становить 50 метрів над рівнем моря.
Головні фактори, що впливають на клімат міста:
- Місто розташоване на березі Чорного моря.
- Місто відкрите для всіх вітрів всіх напрямків.

Середньорічна температура + 10,7 ° за Цельсієм, така ж, як і в Парижі, Відні, Сімферополі. Найхолодніший місяць — січень з середньою температурою -0,5 °. Найтепліший — липень, температура + 22,6 °. Опадів випадає порівняно мало, в середньому 453 міліметри протягом року. Ясних сонячних днів в році приблизно 250-300, днів з опадами — близько 100, морозних — 63. Клімат міста схожий з кліматом Будапешта.

## Кліматографія
| Температура води Одеси (дані за 1977-1995 роки)                    | Температура води Одеси (дані за 1977-1995 роки) | Температура води Одеси (дані за 1977-1995 роки) | Температура води Одеси (дані за 1977-1995 роки) | Температура води Одеси (дані за 1977-1995 роки) | Температура води Одеси (дані за 1977-1995 роки) | Температура води Одеси (дані за 1977-1995 роки) | Температура води Одеси (дані за 1977-1995 роки) | Температура води Одеси (дані за 1977-1995 роки) | Температура води Одеси (дані за 1977-1995 роки) | Температура води Одеси (дані за 1977-1995 роки) | Температура води Одеси (дані за 1977-1995 роки) | Температура води Одеси (дані за 1977-1995 роки) | Температура води Одеси (дані за 1977-1995 роки) |
| Показник                                                           | Січ                                             | Лют                                             | Бер                                             | Кві                                             | Тра                                             | Чер                                             | Лип                                             | Сер                                             | Вер                                             | Жов                                             | Лис                                             | Гру                                             | Рік                                             |
| Абсолютний максимум, °C                                            | 8                                               | 9                                               | 13                                              | 25                                              | 27                                              | 28                                              | 25                                              | 23                                              | 12                                              | 6                                               | 2                                               | 1                                               | 26,8                                            |
| Середня температура, °C                                            | 0                                               | 0                                               | 5                                               | 13                                              | 16                                              | 18                                              | 13                                              | 9                                               | 2                                               | 1                                               | 0                                               | 0                                               | 10,9                                            |
| Абсолютний мінімум, °C                                             | 0                                               | 0                                               | 1                                               | 3                                               | 7                                               | 9                                               | 13                                              | 16                                              | 9                                               | 2                                               | 0                                               | 0                                               | −2                                              |
| ------------------------------------------------------------------ | ----------------------------------------------- | ----------------------------------------------- | ----------------------------------------------- | ----------------------------------------------- | ----------------------------------------------- | ----------------------------------------------- | ----------------------------------------------- | ----------------------------------------------- | ----------------------------------------------- | ----------------------------------------------- | ----------------------------------------------- | ----------------------------------------------- | ----------------------------------------------- |
| Джерело: ЕСИМ. Температура воды - Одесса - порт - Статистика(рос.) |                                                 |                                                 |                                                 |                                                 |                                                 |                                                 |                                                 |                                                 |                                                 |                                                 |                                                 |                                                 |                                                 |

| Клімат Одеси (1981–2010)                             | Клімат Одеси (1981–2010) | Клімат Одеси (1981–2010) | Клімат Одеси (1981–2010) | Клімат Одеси (1981–2010) | Клімат Одеси (1981–2010) | Клімат Одеси (1981–2010) | Клімат Одеси (1981–2010) | Клімат Одеси (1981–2010) | Клімат Одеси (1981–2010) | Клімат Одеси (1981–2010) | Клімат Одеси (1981–2010) | Клімат Одеси (1981–2010) | Клімат Одеси (1981–2010) |
| Показник                                             | Січ.                     | Лют.                     | Бер.                     | Квіт.                    | Трав.                    | Черв.                    | Лип.                     | Серп.                    | Вер.                     | Жовт.                    | Лист.                    | Груд.                    | Рік                      |
| Абсолютний максимум, °C                              | 20                       | 23                       | 27                       | 34                       | 37                       | 43                       | 48                       | 40                       | 36                       | 23                       | 10                       | 9                        | 39,3                     |
| Середній максимум, °C                                | 1                        | 5                        | 13                       | 27                       | 29                       | 31                       | 37                       | 32                       | 29                       | 12                       | −9                       | −19                      | 14,1                     |
| Середня температура, °C                              | −1                       | 2                        | 6                        | 15                       | 19                       | 23                       | 28                       | 27                       | 23                       | 8                        | −2                       | −7                       | 10,7                     |
| Середній мінімум, °C                                 | −7                       | −5                       | −2                       | 7                        | 15                       | 20                       | 23                       | 19                       | 2                        | −9                       | −12                      | −17                      | 7,6                      |
| Абсолютний мінімум, °C                               | −31                      | −27                      | −22                      | 2                        | 4                        | 12                       | 22                       | 13                       | −6                       | −25                      | −47                      | −62                      | −28                      |
| Середня кількість сонячних годин на місяць           | 77                       | 80                       | 125                      | 186                      | 265                      | 291                      | 314                      | 302                      | 240                      | 169                      | 77                       | 57                       | 2183                     |
| Норма опадів, мм                                     | 34                       | 37                       | 32                       | 27                       | 36                       | 49                       | 47                       | 39                       | 41                       | 35                       | 41                       | 35                       | 453                      |
| Днів з дощем                                         | 10                       | 8                        | 6                        | 3                        | 1                        | 0                        | 0                        | 0                        | 24                       | 27                       | 29                       | 31                       | 122                      |
| Днів зі снігом                                       | 15                       | 12                       | 6                        | 3                        | 2                        | 1                        | 0                        | 1                        | 5                        | 23                       | 28                       | 31                       | 41                       |
| Вологість повітря, %                                 | 95                       | 93                       | 86                       | 83                       | 71                       | 62                       | 51                       | 21                       | 34                       | 97                       | 98                       | 97                       | 75                       |
| ---------------------------------------------------- | ------------------------ | ------------------------ | ------------------------ | ------------------------ | ------------------------ | ------------------------ | ------------------------ | ------------------------ | ------------------------ | ------------------------ | ------------------------ | ------------------------ | ------------------------ |
| Джерело: Pogoda.ru та NOAA (сонячне сяйво 1961—1990) |                          |                          |                          |                          |                          |                          |                          |                          |                          |                          |                          |                          |                          |

## Сезони

### Зима
Зимовий період триває з листопада до березня (в той час як кліматична зима триває з січня по середину лютого), через близькість моря зима м'яка, малосніжна. Середня температура найхолоднішого місяця січня -0,5 °C, а середньоденна температура повітря за сезон становить 1 °C-3 °C. Нічні заморозки приносять невелику мінусову температуру й ожеледицю на дорогах. Однак відкритість міста перед вітрами з півночі та північного сходу іноді приносить сильні морози до -20 °C ..- 25 °C. Як правило, удень стоїть малохмарна погода, але сонце також характерно для цієї пори року. В середньому буває 25 днів, коли навіть вдень температура не підіймається вище нуля. Іноді випадає невеликий сніг, який вже через кілька днів тане, залишаючи після себе лише сльоту. За всю зиму сніговий покрив може лежати до 30 днів.

#### Сніговий покрив
| Місяць            | Лис | Гру | Січ | Лют | Бер | Кві |
| ----------------- | --- | --- | --- | --- | --- | --- |
| Кількість днів    | 1   | 4   | 10  | 10  | 4   | 0,1 |
| Висота (см)       | 0   | 1   | 2   | 2   | 1   | 0   |
| Макс. висота (см) | 6   | 18  | 33  | 28  | 30  | 6   |

### Весна
Весна в Одесі, за винятком березня, тепла. Як правило, вже в середині квітня в Одесу приходить по-справжньому весняна погода. Попри стабільну сонячну погоду, вечори, як правило, приносять ще холод. Сезон зазвичай похмурий, туманний через вплив моря, періодично йдуть дощі, але вони мають короткочасний характер. Квітень відносно теплий, середня температура місяця 9,5 °C. Травень кліматично є вже літнім місяцем, середня температура 15.6 °C, заморозки цього місяця малоймовірні.

### Літо
Найдовший сезон у всьому році, кліматичне літо триває 145 днів, з травня по вересень. В даний період включений і такий знаменитий період, як «бабине літо», він відрізняється сухим прозорим повітрям і безвітрям. Літо в Одесі досить спекотне, найтепліший місяць — липень, середня температура якого становить +23 °C, максимальна +39 °C. В останні роки, однак, найтеплішим місяцем є серпень, коли вдень температура повітря підіймається до +28,6 °C. Рельєф місцевості сприяє проникненню із заходу насичених вологою мас з Атлантичного океану, з півдня — вологого і теплого повітря з басейну Середземномор'я.

### Осінь
Перша половина осені в Одесі — тепла і сонячна. Перше істотне похолодання відбувається в жовтні. Вранці та ввечері стає холодно. Проте, 21 жовтня 2023 року, в Одесі зафіксували температуру повітря +31,1 °C у тіні, що на 5,1 °C більше попереднього денного рекорду зафіксованого 21 жовтня у 1894 році. Крім цього, 21 жовтня встановлено абсолютний рекорд жовтня за всю історію метеоспостережень. У листопаді середня температура опускається нижче 9 °C. Дощі частішають, кількість туманних днів збільшується, вже в листопаді може встановитися короткочасний сніговий покрив.